# Phygadeuon gracilentus
Phygadeuon gracilentus là một loài tò vò trong họ Ichneumonidae.